# 佐藤昌蔵
佐藤 昌蔵（さとう しょうぞう、1833年7月31日（天保4年6月25日）- 1915年（大正4年）11月30日）は、日本の政治家。衆議院議員。

## 経歴
1833年（天保4年）6月、岩手県盛岡市に生まれる。盛岡藩士となり、明治維新後は藩の公用人を務める。
廃藩置県後は青森県・岩手県・茨城県などの勧業課長や郡長を経て、1890年（明治23年）の第1回衆議院議員総選挙に岩手県第3区より立候補して当選。以後、第3回衆議院議員総選挙まで3回連続して当選する。当時の佐藤は政党には所属せず、第1回総選挙後は院内会派の大成会、第2回総選挙後は同じく院内会派の中央交渉会に所属したが、第3回総選挙時は、中央交渉会の後身に当たる国民協会を脱退して無所属であった。
1915年11月30日に死去。83歳没。

## 親族
- 娘の佐藤輔子は島崎藤村の教え子。島崎藤村の小説『春』に登場する安井勝子のモデルといわれる。
- 長男の佐藤昌介は北海道帝国大学初代総長。
- 孫（昌介の長男） 佐藤昌彦（宮城学院長）
- 孫（昌介の二男） 稲田昌植（農学者、貴族院男爵議員、昌介の妻ヤウの兄稲田邦植養子）